# Danièle Breem
Pour les articles homonymes, voir Breem.
Georgette Claire Marie Breem, dite Danièle Breem, est une journaliste française, née le 17 février 1921 à Saint-Rambert-d'Albon dans la Drôme et morte le 27 septembre 2014 à Paris 7e,.
Elle est une pionnière du journalisme politique à la télévision française et est à l'origine de l'entrée des caméras de télévision dans la salle des Quatre-Colonnes de l'Assemblée nationale, après mai 1968.

## Biographie
Née dans un village de la Drôme, elle interrompt ses études sous l'Occupation pour exercer le métier d’institutrice, pendant quatre ans dans la Sarthe. Passionnée de journalisme, elle devient stagiaire au Maine libre puis se rend à Paris où elle travaille pour le journal Le Pays.
Journaliste à l'ORTF dès 1955, puis à Antenne 2 et à France 2, c'est elle qui contribue après Mai 68 à faire entrer les caméras de télévision à l'Assemblée nationale, et notamment dans la salle des Quatre-Colonnes, ce à quoi s'oppose alors le président de l'Assemblée entre 1969 et 1973, Achille Peretti. Alors que le président comme les députés étaient au départ réticents à une telle avancée, Danielle Breem observe en juillet 2012 « Et dire qu’aujourd'hui, ils se mettraient à poil pour passer au [journal télévisé de] 20 Heures ».
Danièle Breem prend sa retraite après avoir traité sur Antenne 2 la campagne de l'élection présidentielle de 1981. Toutefois jusqu'en 1989, elle est régulièrement consultée comme analyste sur des faits de société ou sur la politique.
Elle est inhumée au cimetière de Pipet à Vienne dans l'Isère.

## Décoration
- Officière de la Légion d'honneur (29 mai 2012). Elle reçoit sa décoration des mains du président Accoyer[1]. Elle était chevalière du 9 septembre 1987.